# Volcán Barqueros
Barqueros es un cono volcánico de la Región de Murcia, entre los límites de los municipios de Murcia y Mula.
El volcán está propuesto como «Lugar de interés geológico español de relevancia internacional» (Global Geosite) por el Instituto Geológico y Minero de España por su interés petrológico, con la denominación «VU008: Edificio volcánico de Barqueros», dentro del contexto geológico «Vulcanismo neógeno y cuaternario de la península ibérica».

## Vulcanismo
Son los restos de un cono volcánico colapsado. Se aprecia el cráter del volcán; que dentro de ella hay un pequeño cono erosionado; es el Cabezo del Morrón, su punto culminante.
Las coladas del volcán están constituidos de coladas de lavas, restos piroclásticos y ceniza volcánica. El volcán se sitúa sobre un terreno compuesto de margas. 

## Alrededores
Barqueros es el pueblo más cercano al volcán; y está rodeado de campos de cultivos, matorrales y algún pinar. En sus laderas se cultivaba antiguamente el almendro. La subida al volcán se hace por una ruta que sale desde Barqueros, atravesando varios barrancos, hasta llegar a la cima, a la que tiene una buena vista de la Sierra Espuña y toda la pedanía de Barqueros. Tiene una buena fauna y flora.
El volcán está situado en el pequeño campo volcánico del mismo nombre, donde se ve restos de lavas y conos de cenizas.